# Kelemen Tamás (műugró)
Kelemen Tamás (1988. március 22. –) magyar tornász, műugró.

## Élete
1994-ben kezdett el tornázni, 2003-tól a Budapesti Honvéd SE sportolója. Édesapja és tornaedzője Kelemen Zoltán. 2008. augusztus 11-én kezdett el műugrani a BVSC-ben. Edzői Benyák András és Sauer László. A 2010-es margitszigeti műugró-Európa-bajnokságon az 1 méteres versenyszámban a 26., míg a 3 méteres számban a 30. helyen végzett.

## Eredmények

### A tornában
| Sportesemény                                               | Versenyszámok | Versenyszámok    | Versenyszámok | Versenyszámok | Versenyszámok | Versenyszámok | Versenyszámok | Versenyszámok |
| Sportesemény                                               | csapat        | egyéni összetett | talaj         | lólen- gés    | gyűrű         | ugrás         | korlát        | nyújtó        |
| ---------------------------------------------------------- | ------------- | ---------------- | ------------- | ------------- | ------------- | ------------- | ------------- | ------------- |
| Ifjúsági Országos Bajnokság (2006)                         | 4.            | 5.               | 6.            | 3.            | 4.            | –             | 2.            | 4.            |
| Országos Csapatbajnokság (2007)                            | 2.            | –                | –             | –             | –             | –             | –             | –             |
| Országos Csapatbajnokság (2008)                            | 3.            | –                | –             | –             | –             | –             | –             | –             |
| Magyar Egyetemi-Főiskolai Országos Tornászbajnokság (2008) | 1.            | 7.               | 8.            | 9.            | 8.            | 12.           | 7.            | 8.            |
| Magyar Egyetemi-Főiskolai Országos Tornászbajnokság (2009) | 2.            | –                | 8.            | –             | –             | –             | –             | –             |
| Magyar Egyetemi-Főiskolai Országos Tornászbajnokság (2010) | 2.            | 9.               | 7.            | 7.            | 8.            | 8.            | 7.            | –             |

### A műugrásban
| Sportesemény                                  | Versenyszámok | Versenyszámok | Versenyszámok | Versenyszámok | Versenyszámok |
| Sportesemény                                  | 1 m           | 3 m           | 3 m szinkron  | 10 m torony   | 10 m szinkron |
| --------------------------------------------- | ------------- | ------------- | ------------- | ------------- | ------------- |
| 2009. évi felnőtt mű- és toronyugró-bajnokság |               |               | –             | –             | –             |
| 2010. évi felnőtt mű- és toronyugró-bajnokság |               |               | –             | –             | –             |
| 2010-es úszó-Eb                               | 26.           | 30.           | –             | –             | –             |
| 2010-es bolzanoi Gran Prix                    | –             | 29.           | –             | –             | –             |
| 2011-es mű- és toronyugró-Eb                  | 26.           | 25.           | –             | –             | –             |
| 2011-es OB                                    |               |               |               | –             | –             |
| 2012-es úszó-Eb                               | 23.           | 26.           | –             | –             | –             |
| 2012-es OB                                    |               |               | –             | –             | –             |

## Díjai, elismerései
- Az év magyar műugrója (2012)